# Praeglobobulimina
Praeglobobulimina es un género de foraminífero bentónico de la familia Buliminidae, de la superfamilia Buliminoidea, del suborden Buliminina y del orden Buliminida. Su especie tipo es Bulimina pyrula var. spinescens. Su rango cronoestratigráfico abarca desde el Thanetiense (Paleoceno superior) hasta la Actualidad.

## Discusión
Clasificaciones previas incluían Praeglobobulimina en el suborden Rotaliina del orden Rotaliida.

## Clasificación
Praeglobobulimina incluye a las siguientes especies:
- Praeglobobulimina bathyalis
- Praeglobobulimina imbricate
- Praeglobobulimina jaguelensis
- Praeglobobulimina pupoides
- Praeglobobulimina quadrata
- Praeglobobulimina sastryi

Otras especies consideradas en Praeglobobulimina son:
- Praeglobobulimina ovata, considerado sinónimo posterior de Praeglobobulimina pupoides
- Praeglobobulimina spinescens, aceptado como Globobulimina spinescens